# Hipismo nos Jogos Olímpicos de Verão de 1936
O hipismo nos Jogos Olímpicos de Verão de 1936 foi realizado em Berlim, na Alemanha, com seis eventos disputados no adestramento, concurso completo de eqüitação (CCE) e salto. Destaque para a equipe alemã, dona da casa, que conquistou todas as medalhas de ouro possíveis em 1936.

## Adestramento individual
| Pos. | País           | Atletas           | Cavalos |
| ---- | -------------- | ----------------- | ------- |
|      | Alemanha (GER) | Heinz Pollay      | Kronos  |
|      | Alemanha (GER) | Friedrich Gerhard | Absinth |
|      | Áustria (AUT)  | Alois Podhajsky   | Nero    |

## Adestramento por equipe
| Pos. | País           | Atletas                                                       | Cavalos                     |
| ---- | -------------- | ------------------------------------------------------------- | --------------------------- |
|      | Alemanha (GER) | Heinz Pollay Friedrich Gerhard Hermann von Oppeln-Bronikowski | Kronos Absinth Gimpel       |
|      | França (FRA)   | Gérard de Ballore Daniel Gillois André Jousseaume             | Debaucheur Nicolas Favorite |
|      | Suécia (SWE)   | Gregor Adlercreutz Sven Colliander Folke Sandström            | Teresina Kal XX Pergola     |

## CCE individual
| Pos. | País                 | Atletas             | Cavalo     |
| ---- | -------------------- | ------------------- | ---------- |
|      | Alemanha (GER)       | Ludwig Stubbendorf  | Nurmi      |
|      | Estados Unidos (USA) | Earl Foster Thomson | Jenny Camp |
|      | Dinamarca (DEN)      | Hans Lunding        | Jason      |

## CCE por equipe
| Pos. | País               | Atletas                                                  | Cavalos                          |
| ---- | ------------------ | -------------------------------------------------------- | -------------------------------- |
|      | Alemanha (GER)     | Ludwig Stubbendorff Rudolf Lippert Konrad von Wangenheim | Nurmi Fasan Kurfurst             |
|      | Polônia (POL)      | Zdzisław Kawecki Seweryn Kulesza Henryk Roycewicz        | Bambino Toska Arlekin III        |
|      | Grã-Bretanha (GBR) | Alec Scott Edward Howard-Vyse Richard Fanshawe           | Bob Clive Blue Steel Bowie Knife |

## Salto individual
| Pos. | País           | Atletas        | Cavalos |
| ---- | -------------- | -------------- | ------- |
|      | Alemanha (GER) | Kurt Hasse     | Tora    |
|      | Romênia (ROM)  | Henri Rang     | Delfis  |
|      | Hungria (HUN)  | József Platthy | Sello   |

## Salto por equipe
| Pos. | País                | Atletas                                                   | Cavalos                      |
| ---- | ------------------- | --------------------------------------------------------- | ---------------------------- |
|      | Alemanha (GER)      | Kurt Hasse Marten von Barnekow Heinz Brandt               | Tora Nordland Alchimist      |
|      | Países Baixos (NED) | Henri van Schaik Jan de Bruine Johan Greter               | Santa Bell Trixie Ernica     |
|      | Portugal (POR)      | Luis Mena e Silva Domingos de Sousa Coutinho José Beltrão | Fossette Merle Blanc Biscuit |

## Quadro de medalhas do hipismo
| Ordem | País               | Medalha de ouro | Medalha de prata | Medalha de bronze | Total |
| ----- | ------------------ | --------------- | ---------------- | ----------------- | ----- |
| 1     | GER Alemanha       | 6               | 1                | 0                 | 7     |
| 2     | USA Estados Unidos | 0               | 1                | 0                 | 1     |
| 2     | FRA França         | 0               | 1                | 0                 | 1     |
| 2     | NED Países Baixos  | 0               | 1                | 0                 | 1     |
| 2     | POL Polônia        | 0               | 1                | 0                 | 1     |
| 2     | ROM Romênia        | 0               | 1                | 0                 | 1     |
| 7     | AUT Áustria        | 0               | 0                | 1                 | 1     |
| 7     | DEN Dinamarca      | 0               | 0                | 1                 | 1     |
| 7     | GBR Grã-Bretanha   | 0               | 0                | 1                 | 1     |
| 7     | HUN Hungria        | 0               | 0                | 1                 | 1     |
| 7     | POR Portugal       | 0               | 0                | 1                 | 1     |
| 7     | SWE Suécia         | 0               | 0                | 1                 | 1     |